# Loi 2 du football

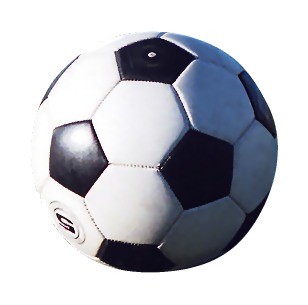
Ballon de football traditionnel, sans marque.

La loi 2 du football fait partie des lois du jeu régissant le football, maintenues par l'International Football Association Board (IFAB) et concerne le ballon.

## Repère historique
- 1862. Aucune allusion au ballon dans les règles édictées par J.C. Thring.
- 1872. Les dimensions du ballon sont fixées.
- 1937. Les dimensions du ballon sont définitivement fixées.

## Règlement actuel
Définition et dimensions.
- Caractéristiques du ballon : il est sphérique, en cuir ou dans une autre matière adéquate, a une circonférence de 70 cm au plus et de 68 cm au moins, a un poids de 450 g au plus et de 410 g au moins, au début du match, et a une surpression se situant entre 0,6 et 1,1 bar<.
- Normes compétitions [1]:
  - taille ou size n°5 pour les seniors, U19 ans, U17 ans, U15 ans Mou F;
  - taille ou size n°4 pour les U13 ans et U11 ans M ou F (63,5 à 66 cm, 350 à 390 g 0,6 à 1,1 bar);
  - taille ou size n°3 pour les débutants U7 ans et U9 ans M ou F (57 à 60 cm, 280 à 320 g 0,8 à 1 bar).

Remplacement d’un ballon défectueux.
- Si le ballon éclate en cours de match, la partie est arrêtée. Le match reprend, avec un nouveau ballon, par une balle à terre à l’endroit où se trouvait le ballon au moment où il a été endommagé ou éclaté.
- Si un ballon éclate sur le botté du coup d'envoi, d'un coup franc, d'une sortie de but ou d'un corner, celle-ci est refaite. S'il éclate immédiatement après, une balle à terre est accordée.
- Si un ballon éclate sur un pénalty, y compris après le botté du ballon, celui-ci est retiré.
- Si on se rend compte que le ballon est d'une mauvaise taille, il convient de revenir à la dernière remise en jeu : en effet par définition le ballon était déjà "défectueux" à ce moment.

Élément extérieur qui touche le ballon.
- Si le ballon est touché par un élément extérieur (ballon d'un autre terrain, spectateur, objet lancé des tribunes...) une balle à terre sera accordé (si cette influence se produit sur un pénalty, celui-ci sera retiré). Toutefois si un ballon touché de la sorte allait irrémédiablement rentrer dans le but, et rentre effectivement dans le but, de sorte que cette interférence n'a eu aucune influence, le but est accordé.